# 四塚連山
四塚連山（よつつかれんざん）は、福岡県宗像市と遠賀郡岡垣町との間に位置する四つの山を指す。通称、宗像四塚・四塚。
福岡教育大学から鐘崎漁港にかけて、城山（じょうやま）・金山（かなやま）・孔大寺山（こだいしやま）・湯川山（ゆがわやま）の順番に続く。
江戸期には城山に福岡藩の番所が置かれていた。

## 歌
四塚またはこれらの四山は、宗像市内の小・中・高等学校の校歌（特に一番の歌い始め）に頻繁に登場する。
- 福岡県立宗像中学校・高等学校　♪千載揺るがぬ四塚の峰～(一番)
- 宗像市立河東中学校　　♪白雲なびく四塚の～　　(一番)
- 宗像市立河東小学校　　♪遥かに仰ぐ蔦ヶ嶽～　　(一番)
- 宗像市立玄海小学校　　♪朝日輝く四塚や～　　（三番）
- 宗像市立玄海東小学校　♪あしびきの山も気高き四塚の～　(二番)
- 宗像市立自由ヶ丘中学校　♪朝日に映える許斐山～夕陽に香う四塚嶺　（一番）